# Fallen Angel (Band)
Fallen Angel war eine schwedische Speed- und Thrash-Metal-Band aus Örebro, die im Jahr 1986 gegründet wurde und sich 1993 unter dem Namen Fallen Angels auflöste.

## Geschichte
Bereits seit dem Jahr 1984 waren die Musiker zusammen aktiv, ehe sich die Gruppe im Jahr 1986 in Fallen Angel umbenannte. Es folgte die Veröffentlichung von diversen Tonträgern, darunter auch die Veröffentlichung des ersten und einzigen Albums Faith Fails im Jahr 1992 bei Massacre Records. Zudem ereigneten sich in dieser Zeit mehrere Besetzungswechsel. In ihrer Karriere hielt die Band auch Auftritte ab, darunter ein Konzert im April 1991 zusammen mit Prestige. Nach einer Umbenennung in Fallen Angels löste sich die Gruppe im Jahr 1993 wieder auf.

## Stil
Laut classicthrash.com spiele die Band auf Faith Falls eine interessante Mischung aus Speed- und Thrash-Metal, wobei der Gesang jedoch unreif klingen würde. Laut thethrashmetalguide.com spiele die Gruppe Thrash Metal, der etwas an den Stil der San Francisco Bay Area, wie zum Beispiel von Bands wie Metallica und Testament stamme. Zudem seien auch Parallelen zu den schweizerischen Apocalypse und frühen Megadeth hörbar. Der Gesang sei mittelklar und Lieder wie At Night würden Einflüsse aus dem Power Metal aufweisen.
Otger Jeske vom Iron Pages bezeichnete den Stil ebenfalls als „Thrash'n Speed“, erkannte aber nur gesangliche Parallelen zu Metallica. Mike Biller vom Metal Star fielen wiederum die „schädelspaltenden Riffs der Marke Bay Area“ auf, denen untypische Keyboard- und Akustikpassagen zur Seite gestellt seien. Insgesamt sah er Fallen Angel eher „in der Tradition solcher Acts wie Hexenhaus, Testament und Mezzrow“.

## Diskografie
- 1988: Demo 1 (Demo, Eigenveröffentlichung)
- 1989: Hang-Over (Demo, Eigenveröffentlichung)
- 1990: Fallen Angel (EP, Eigenveröffentlichung, der Tonträger wird oft fälschlicherweise als Trapped in Syberia bezeichnet)[7]
- 1990: Appendix / Nirvana 2002 / Authorize / Fallen Angel (Split mit Authorize, Nirvana 2002 und Appendix, Opinionate!)
- 1992: Faith Fails (Album, Massacre Records)